# الجامعة التونسية للجوجوتسو
الجامعة التونسية للجوجوتسو (بالفرنسية: Fédération Tunisienne de Ju-jitsu)‏ هي جامعة رياضية تونسية، تشرف على رياضة الجوجوتسو في تونس.

## الأهداف
تهدف الجامعة إلى:
- تنظيم وتطوير ومراقبة ممارسة رياضة الجوجوتسو بمختلف أشكالها على التراب التونسي.
- إدارة وتنسيق أنشطة الجمعيات التي تضم الأعضاء الممارسين لرياضة الجوجوتسو بمختلف أشكالها.
- الدفاع عن مصالح رياضة الجوجوتسو في تونس.

## المسيرون
- الرئيس : على بدر

## مقالات ذات صلة
- جوجوتسو

## وصلة خارجية
- الموقع الرسمي للجامعة التونسية للجوجوتسو.